# レイチェル・ロックス
レイチェル・ロックス（英語：Rachel Roxxx、1983年3月2日 - ）は、アメリカ合衆国のポルノ女優。101 Modelingに所属している。

## 略歴
1983年3月2日にテキサス州サンアントニオに誕生する。フーターズでフーターズ・ガールとして働いた後、『College Amateur Tour in Texas』（Shane's World）でポルノ女優としてデビュー。現在までに200本以上の作品に出演している。
2007年にポルノ男優のニック・マニングらと共同経営していたランジェリー・ショップ「LA Exotique」が、カリフォルニア州エンシノでのオープンから3週間後、地主に立ち退きを命じられることとなる。
2012年にマイケル・ジョーダンの息子でバスケットボール選手のマーカス・ジョーダンにツイッター上で誘惑されたことが注目を集める。